# 非棒状レンズ状銀河

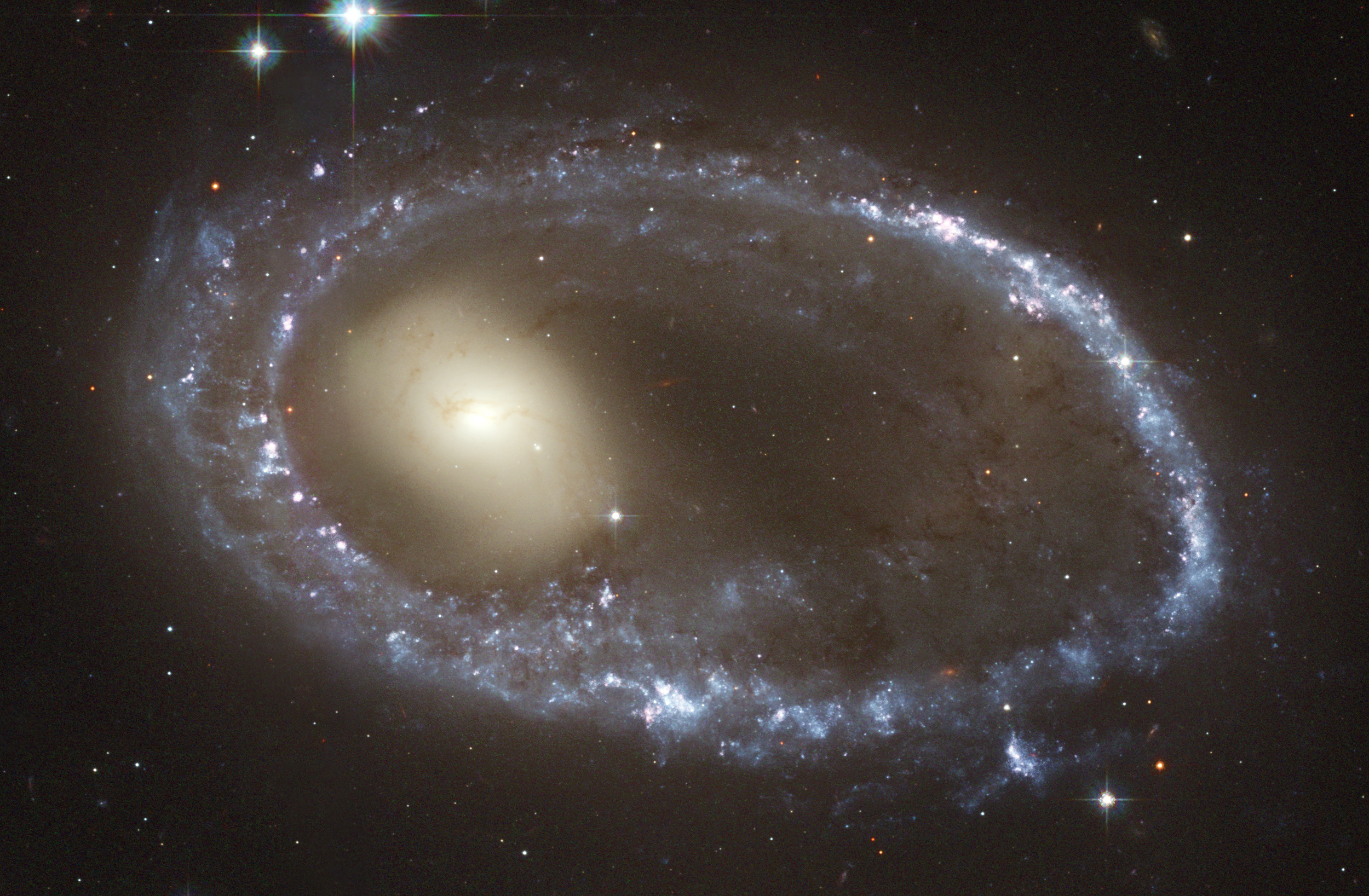
ハッブル宇宙望遠鏡によるこの銀河の例

非棒状レンズ状銀河（ひぼうじょうレンズじょうぎんが、英: Unbarred lenticular galaxy）は、非棒状渦巻銀河に対応するレンズ状銀河である。ハッブル分類ではSA0と表される。この銀河の例には、AM 0644-741がある。